# Тіні забутих предків (книга Сагана та Друян)
«Тіні забутих предків: пошук того, ким ми є» (Shadows of Forgotten Ancestors: A Search for Who We Are) — книга Карла Сагана та його дружини Енн Друян видана 1993 року.
Автори представляють еволюційну історію життя на землі з особливим акцентом на певних рисах людської природи і на тому, як їхні попередники почали розвиватися в інших видах. В останніх главах автори детально зосереджуються на приматах, порівнюючи деталі анатомічної будови сучасних людей та вимерлих видів, близько споріднених з людьми.

## Видання
- Sagan, Carl; Druyan, Ann (1993). Shadows of Forgotten Ancestors: A Search for Who We Are (1st ed.). New York: Ballantine Books. ISBN 0-345-38472-5